# Arrondissement d'Essen
L'arrondissement d'Essen, est de 1816 à 1823 et de 1859 à 1929 un arrondissement du district de Düsseldorf dans la province prussienne de Rhénanie. Dans sa plus grande étendue, il englobe essentiellement la zone des villes actuelles d'Essen et de Mülheim.

## Histoire

### L'arrondissement d'Essen de 1816 à 1823
Le territoire de l'arrondissement d'Essen, qui fait jusqu'alors partie du département du Rhin (de) de l'État satellite français du Grand-duché de Berg en tant qu'arrondissement d'Essen (créé en 1808), est attribué à la Prusse en 1815 lors du Congrès de Vienne. Au cours de la réorganisation administrative prussienne, l'arrondissement d'Essen est créé le 23 avril 1816 comme l'un des plus de 40 arrondissements de la province de Juliers-Clèves-Berg, qui est ensuite absorbée avec la province de Rhénanie. Le territoire de l'arrondissement se compose des sept mairies formés à l'époque française : Altenessen, Borbeck, Essen, Kettwig, Mülheim an der Ruhr, Steele et Werden. Dès le 27 septembre 1823, le district est à nouveau dissous et réuni avec l'arrondissement de Dinslaken (de) pour former le nouveau arrondissement de Duisbourg.

### L'arrondissement d'Essen de 1859 à 1929
Par ordre du cabinet du 10 août 1857, l'arrondissement d'Essen est recréé en 1859. Pour ce faire, l'ancien territoire de l'arrondissement, mais désormais sans les mairies de Mülheim/Ruhr-Ville et -Campagne, est à nouveau détaché de l'arrondissement de Duisbourg. En 1862, les villages de Lippern et Lirich sont transférés de la mairie de Borbeck à l'arrondissement de Duisbourg pour former la nouvelle commune d'Oberhausen.
La ville d'Essen quitte l'arrondissement en 1873 et forme son propre arrondissement urbain. Toujours en 1873, les communes de Frillendorf, Huttrop, Katernberg, Kray, Leithe, Rotthausen, Rüttenscheid, Schonnebeck et Stoppenberg sont détachées de la mairie d'Altenessen et forment la nouvelle mairie de Stoppenberg. La même année, la commune d'Altendorf est séparée de la mairie de Borbeck et élevée au rang de mairie d'Altendorf (de). L'arrondissement d'Essen a alors les divisions administratives suivantes:
| Mairie             | Villes et communes (1874)                                                                          |
| ------------------ | -------------------------------------------------------------------------------------------------- |
| Altendorf (de)     | Altendorf (de)                                                                                     |
| Altenessen (de)    | Altenessen, Karnap                                                                                 |
| Borbeck            | Borbeck                                                                                            |
| Kettwig-Ville (de) | Kettwig (ville)                                                                                    |
| Kettwig-Campagne   | Heisingen, Umstand, Vierhonnschaften                                                               |
| Steele-Ville (de)  | Steele (ville)                                                                                     |
| Steele-Campagne    | Rellinghausen, Überruhr                                                                            |
| Stoppenberg        | Frillendorf, Huttrop, Katernberg, Kray, Leithe, Rotthausen, Rüttenscheid, Schonnebeck, Stoppenberg |
| Werden-Ville (de)  | Werden (ville)                                                                                     |
| Werden-Campagne    | Byfang, Siebenhonnschaften                                                                         |

Dans la période qui suit, les changements suivants dans la structure administrative ont lieu :
- Le 15 janvier 1875, la nouvelle commune de Kupferdreh est formée des deux quartiers d'Hinsbeck et de Rodberg, qui appartenaient jusque-là à la commune de Siebenhonnschaften dans la mairie du Werden-Campagne[2].
- La partie urbanisée de la commune d'Umstand est intégrée à la ville de Kettwig en 1875. Le reste de la commune Umstand et la commune dissoute Vierhonnschaften donnent naissance aux deux nouvelles communes Zweihonnschaften (Schuir et Bredeney) et Dreihonnschaften (de) (Ickten, Roßkothen et Umum)[3].
- Le 1er janvier 1876, la nouvelle mairie de Rellinghausen est constituée des communes de Heisingen et Rellinghausen[4].
- Le 1er avril 1884, la commune de Rüttenscheid est transférée de la mairie de Stoppenberg à la mairie de Rellinghausen[5].
- La mairie de Steele-Campagne est rebaptisée mairie d'Überruhr depuis 1894.
- En 1896, la mairie de Kupferdreh est formé à partir des communes de Kupferdreh et de Byfang.
- Le 1er juin 1900, la commune de Rüttenscheid est élevée au rang de sa propre mairie.
- Le 1er août 1901, Altendorf est rattaché à la ville d'Essen.
- Le 1er septembre 1902, la commune de Zweihonnschaften est élevée au rang de sa propre mairie. La mairie et la commune sont rebaptisés Bredeney en 1903.
- Le 1er juillet 1905, Rüttenscheid est intégré à la ville d'Essen.
- Le 1er octobre 1906, la nouvelle mairie de Kray est formée à partir des communes de Kray et Leithe.
- Le 1er octobre 1906, la commune de Rotthausen est élevée au rang de sa propre mairie.
- Le 1er avril 1908, Huttrop est incorporé à la ville d'Essen.
- Le 1er avril 1910, Rellinghausen est incorporé à la ville d'Essen. Depuis lors, Heisingen a sa propre mairie.
- Le 1er avril 1910, les trois communes de Haarzopf, Menden et Raadt de l'arrondissement dissous de Mülheim sont incorporées à l'arrondissement d'Essen.
- Altenessen, Borbeck, Bredeney et Haarzopf sont intégrés à la ville d'Essen en 1915. Karnap forme depuis sa propre mairie.
- Menden et Raadt sont intégrés à la ville de Mülheim en 1920.
- Kray et Leithe fusionnent en 1920 pour former la commune élargie de Kray[6].
- Byfang et Kupferdreh fusionnent en 1922 pour former la municipalité élargie de Kupferdreh.
- Rotthausen est intégré à la ville de Gelsenkirchen en 1923.
- La majeure partie de la commune de Königssteele de l'arrondissement d'Hattingen (de) est incorporée à la ville de Steele en 1926.
- Les mairies de la province du Rhénanie sont appelées sous le nom de bureaux depuis 1927.

À la fin de son existence, l'arrondissement d'Essen a la structure administrative suivante :
| Bureau       | Villes et communes (1929)                         |
| ------------ | ------------------------------------------------- |
| Sans bureau  | Kettwig (ville), Steele (ville), Werden (ville)   |
| Karnap       | Karnap                                            |
| Kray         | Kray                                              |
| Kupferdreh   | Kupferdreh                                        |
| Heisingen    | Heisingen                                         |
| Kettwig-Land | Dreihonnschaften (de)                             |
| Stoppenberg  | Frillendorf, Katernberg, Schonnebeck, Stoppenberg |
| Überruhr     | Überruhr                                          |
| Werden-Land  | Siebenhonnschaften                                |

À la suite de la loi sur la réorganisation municipale de la zone industrielle rhénane-westphalienne, l'arrondissement d'Essen est finalement dissous le 1er août 1929 :
- La commune de Dreihonnschaften est divisée entre les villes de Kettwig et Mülheim
- La ville de Kettwig fait partie du nouveau arrondissement de Düsseldorf-Mettmann (de)
- Le reste de l'arrondissement est incorporé à la ville d'Essen, à l'exception de zones plus petites qui sont incorporées entre Bottrop et Velbert.

## Évolution de la démographie
| Année | Habitants |
| ----- | --------- |
| 1816  | 37 259    |
| 1871  | 135 036   |
| 1880  | 117 904   |
| 1890  | 163 004   |
| 1900  | 284 079   |
| 1910  | 276 804   |
| 1925  | 169 967   |

## Administrateurs de l'arrondissement
- 1816–1823 : Johann Georg Stemmer (de)
- 1859–1867 : Friedrich Leopold Devens (de)
- 1868–9999 : Wilhelm Faehre (de)
- 1868–9999 : Johann Forster (de)
- 1868–1870 : Robert von der Heydt
- 1870–9999 : Karl Zoernsch (de)
- 1870–1899 : Joseph Anton Friedrich August von Hövel (de)
- 1899–9999 : Paul Ikier (de)
- 1899–1901 : Max Rötger (de)
- 1901–1909 : Karl Snethlage (de)
- 1909–1914 : Hans von Eynern (de)
- 1914–1918 : Paul Brandt (de)
- 1918–1924 : Friedrich Schöne (de)
- 1924–1929 : Paul Mertens (de)